# La carbonara
Cet article possède un paronyme, voir Carbonara.
Pour plus de détails, voir Fiche technique et Distribution.
La carbonara est une comédie à l'italienne réalisée par Luigi Magni et sortie en 2000.

## Synopsis
Dans la campagne romaine, vers 1825. Cecilia est une noble romaine tombée en disgrâce qui gère une trattoria, où la spécialité sont les pâtes à la carbonara. De plus, cette femme est liée au mouvement des jeunes carbonaristes, qui veulent une Italie unie et luttent contre le pouvoir du pape. Cecilia croit avoir perdu son mari dans un accident mortel et s'est fait un nouvel amant : Fabrizio, qui est aussi carbonariste. Un jour, Fabrizio est sauvé par un moine, alors qu'il est sur le point d'être emprisonné par les soldats du cardinal Rivarola. Le moine est le mari de Cecilia, qui n'est en fait pas mort dans l'accident, et il l'aide maintenant à lutter contre le pouvoir de Rome avec les carbonaristes.

## Fiche technique
- Titre original : La carbonara[1]
- Réalisation : Luigi Magni
- Scénario : Luigi Magni
- Photographie : Danilo Desideri (it), Pino De Valeri
- Montage : Fernanda Indoni, Fabrizio Ferranti
- Musique : Nicola Piovani
- Décors : Lucia Mirisola, Edoardo Di Iorio
- Costumes : Lucia Mirisola, Rosalba Menichelli
- Production : Letizia Colonna, Massimo Ferrero
- Sociétés de production : Letizia Cinematografica, Rai Cinema
- Pays de production :  Italie
- Langue originale : italien
- Format : couleurs
- Durée : 105 minutes
- Genre : Comédie à l'italienne
- Dates de sortie : 
  - Italie : 11 février 2000

## Distribution
- Lucrezia Lante della Rovere : Cecilia, la Carbonara
- Valerio Mastandrea : Fabrizio, le frère
- Nino Manfredi : le Cardinal Rivarola
- Claudio Amendola : Lupone, le bandit
- Pierfrancesco Favino : le sergent
- Fabrizio Gifuni : Zaccaria
- Fernando Cerulli : le prince de Collepardo
- Anna Lelio : Elvira
- Duccio Giordano : Filippo
- Alberto Alemanno : le capitaine
- Dante Manfredi : le curé
- Silvio Frainetti : le concierge